# Xã South Fork, Quận Fulton, Arkansas
Xã South Fork (tiếng Anh: South Fork Township) là một xã thuộc quận Fulton, tiểu bang Arkansas, Hoa Kỳ. Năm 2010, dân số của xã này là 485 người.